# Armoiries du Territoire du Nord
Les Armoiries du Territoire du Nord sont le symbole officiel de ce territoire du nord. Elles ont été octroyées par Élisabeth II le 11 septembre 1978. Elles contiennent, comme partout en Australie, un emblème floral, animal et un oiseau: une rose du désert de Sturt (Gossypium sturtianum), un Kangourou roux (Megaleia rufa) et un Aigle australien (Aquila audax) respectivement.
Elles contiennent également, à la différence des autres armoiries australiennes, des symboles aborigènes : le blason est une représentation d'une peinture aborigène et la crète montre un aigle australien sur un tjurunga, une pierre sacrée aborigène. 